# Hieracium misaucinum
Hieracium misaucinum là một loài thực vật có hoa trong họ Cúc. Loài này được Nägeli & Peter mô tả khoa học đầu tiên năm 1886.